# كهوف كاليفورنيا
كهوف كاليفورنيا (بالإنجليزية: California Caverns)‏؛ هي مجموعة من الكهوف التي تقع في مقاطعة كالافيراس في الولايات المتحدة. اكتشفت في عام 1849.

## السياحة
تعد «كهوف كاليفورنيا» إحدى مواقع الجذب السياحي في مقاطعة كالافيراس في ولاية كاليفورنيا الأمريكية.